# Tipula klapperichi
Tipula klapperichi är en tvåvingeart som beskrevs av Alexander 1941. Tipula klapperichi ingår i släktet Tipula och familjen storharkrankar. Inga underarter finns listade i Catalogue of Life.